# 24-й меридіан східної довготи
24-й меридіан східної довготи — лінія довготи, що лежить на 24 градусів східніше Гринвіцького меридіана. Вона проходить від Північного полюса через Північний Льодовитий океан, Атлантичний океан, Європу, Африку, Індійський океан, Південний океан та Антарктиду до Південного полюса.
24-й меридіан східної довготи формує велике коло разом із 156-тим меридіаном західної довготи.

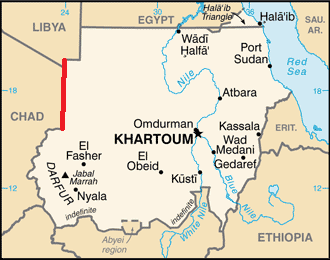
Через 24-й меридіан східної довготи проходить частина кордону між Лівією та Суданом, а також велика частина кордону між Чадом та Суданом

Через меридіан проходить частина кордону між Лівією та Суданом, а також велика частина кордону між Чадом та Суданом.

## Список географічних об'єктів, що перетинає 24° сх. д.
Починаючи на Північному полюсі та рухаючись до Південного полюса, 24-й меридіан східної довготи проходить через:
| Координати                                                 | Країна, територія або море             | Примітки |
| ---------------------------------------------------------- | -------------------------------------- | --- |
| 90°0′ пн. ш. 24°0′ сх. д. / 90.000° пн. ш. 24.000° сх. д.  | Північний Льодовитий океан             | |
| 80°18′ пн. ш. 24°0′ сх. д. / 80.300° пн. ш. 24.000° сх. д. | Норвегія                               | Шпіцберген — проходить через острів Північно-Східна Земля                                                                                          |
| 79°14′ пн. ш. 24°0′ сх. д. / 79.233° пн. ш. 24.000° сх. д. | Баренцове море                         | |
| 77°52′ пн. ш. 24°0′ сх. д. / 77.867° пн. ш. 24.000° сх. д. | Норвегія                               | Шпіцберген — проходить через острів Едж |
| 77°33′ пн. ш. 24°0′ сх. д. / 77.550° пн. ш. 24.000° сх. д. | Баренцове море                         | |
| 71°57′ пн. ш. 24°0′ сх. д. / 71.950° пн. ш. 24.000° сх. д. | Атлантичний океан                      | Норвезьке море |
| 71°3′ пн. ш. 24°0′ сх. д. / 71.050° пн. ш. 24.000° сх. д.  | Норвегія                               | Проходить через острови Інгьойя[en] та Ролвсьойя[en]                                                                                               |
| 70°55′ пн. ш. 24°0′ сх. д. / 70.917° пн. ш. 24.000° сх. д. | Атлантичний океан                      | Норвезьке море |
| 70°41′ пн. ш. 24°0′ сх. д. / 70.683° пн. ш. 24.000° сх. д. | Норвегія                               | Проходить через острів Квальйоя[en] та материк |
| 68°49′ пн. ш. 24°0′ сх. д. / 68.817° пн. ш. 24.000° сх. д. | Фінляндія                              | |
| 66°50′ пн. ш. 24°0′ сх. д. / 66.833° пн. ш. 24.000° сх. д. | Швеція                                 | Приблизно на 4 км |
| 66°48′ пн. ш. 24°0′ сх. д. / 66.800° пн. ш. 24.000° сх. д. | Фінляндія                              | |
| 66°2′ пн. ш. 24°0′ сх. д. / 66.033° пн. ш. 24.000° сх. д.  | Швеція                                 | |
| 65°48′ пн. ш. 24°0′ сх. д. / 65.800° пн. ш. 24.000° сх. д. | Балтійське море                        | Ботнічна затока |
| 64°24′ пн. ш. 24°0′ сх. д. / 64.400° пн. ш. 24.000° сх. д. | Фінляндія                              | |
| 60°1′ пн. ш. 24°0′ сх. д. / 60.017° пн. ш. 24.000° сх. д.  | Балтійське море                        | Фінська затока |
| 59°21′ пн. ш. 24°0′ сх. д. / 59.350° пн. ш. 24.000° сх. д. | Естонія                                | Проходить через острів Вяйке-Пакрі та материк |
| 58°18′ пн. ш. 24°0′ сх. д. / 58.300° пн. ш. 24.000° сх. д. | Балтійське море                        | Ризька затока |
| 58°9′ пн. ш. 24°0′ сх. д. / 58.150° пн. ш. 24.000° сх. д.  | Естонія                                | Проходить через острів Кіхну |
| 58°6′ пн. ш. 24°0′ сх. д. / 58.100° пн. ш. 24.000° сх. д.  | Балтійське море                        | Ризька затока |
| 57°2′ пн. ш. 24°0′ сх. д. / 57.033° пн. ш. 24.000° сх. д.  | Латвія                                 | Проходить через Ригу |
| 56°20′ пн. ш. 24°0′ сх. д. / 56.333° пн. ш. 24.000° сх. д. | Литва                                  | Проходить через Каунас та західніше Бірштонаса |
| 53°56′ пн. ш. 24°0′ сх. д. / 53.933° пн. ш. 24.000° сх. д. | Білорусь                               | |
| 51°35′ пн. ш. 24°0′ сх. д. / 51.583° пн. ш. 24.000° сх. д. | Україна                                | Волинська область — проходить східніше Любомля |
| 50°56′ пн. ш. 24°0′ сх. д. / 50.933° пн. ш. 24.000° сх. д. | Польща                                 | Приблизно на 10 км |
| 50°51′ пн. ш. 24°0′ сх. д. / 50.850° пн. ш. 24.000° сх. д. | Україна                                | Волинська область — приблизно на 7 км |
| 50°46′ пн. ш. 24°0′ сх. д. / 50.767° пн. ш. 24.000° сх. д. | Польща                                 | |
| 50°26′ пн. ш. 24°0′ сх. д. / 50.433° пн. ш. 24.000° сх. д. | Україна                                | Львівська область — проходить західніше Львова Івано-Франківська область — проходить через Долину Закарпатська область — проходить східніше Рахова |
| 47°58′ пн. ш. 24°0′ сх. д. / 47.967° пн. ш. 24.000° сх. д. | Румунія                                | |
| 43°45′ пн. ш. 24°0′ сх. д. / 43.750° пн. ш. 24.000° сх. д. | Болгарія                               | |
| 41°27′ пн. ш. 24°0′ сх. д. / 41.450° пн. ш. 24.000° сх. д. | Греція                                 | |
| 40°45′ пн. ш. 24°0′ сх. д. / 40.750° пн. ш. 24.000° сх. д. | Егейське море                          | |
| 40°23′ пн. ш. 24°0′ сх. д. / 40.383° пн. ш. 24.000° сх. д. | Греція                                 | Проходить через півострів Айон-Орос |
| 40°19′ пн. ш. 24°0′ сх. д. / 40.317° пн. ш. 24.000° сх. д. | Егейське море                          | |
| 40°5′ пн. ш. 24°0′ сх. д. / 40.083° пн. ш. 24.000° сх. д.  | Греція                                 | Проходить через півострів Сітонія |
| 39°58′ пн. ш. 24°0′ сх. д. / 39.967° пн. ш. 24.000° сх. д. | Егейське море                          | Проходить західніше острова Кіра-Паная Проходить східніше островів Алонісос та Перістера, Греція                                                   |
| 38°41′ пн. ш. 24°0′ сх. д. / 38.683° пн. ш. 24.000° сх. д. | Греція                                 | Проходить через острів Евбея |
| 38°24′ пн. ш. 24°0′ сх. д. / 38.400° пн. ш. 24.000° сх. д. | Егейське море                          | Протока Евріп[en] |
| 38°15′ пн. ш. 24°0′ сх. д. / 38.250° пн. ш. 24.000° сх. д. | Греція                                 | Проходить через Аттику |
| 37°40′ пн. ш. 24°0′ сх. д. / 37.667° пн. ш. 24.000° сх. д. | Середземне море                        | Егейське море Критське море |
| 35°31′ пн. ш. 24°0′ сх. д. / 35.517° пн. ш. 24.000° сх. д. | Греція                                 | Проходить через острів Крит |
| 35°13′ пн. ш. 24°0′ сх. д. / 35.217° пн. ш. 24.000° сх. д. | Середземне море                        | Лівійське море |
| 34°56′ пн. ш. 24°0′ сх. д. / 34.933° пн. ш. 24.000° сх. д. | Греція                                 | Проходить через острів Гаудопула |
| 34°55′ пн. ш. 24°0′ сх. д. / 34.917° пн. ш. 24.000° сх. д. | Середземне море                        | Лівійське море — проходить західніше острова Гавдос, Греція                                                                                        |
| 32°6′ пн. ш. 24°0′ сх. д. / 32.100° пн. ш. 24.000° сх. д.  | Лівія                                  | |
| 20°0′ пн. ш. 24°0′ сх. д. / 20.000° пн. ш. 24.000° сх. д.  | Становить кордон між Лівією та Суданом | |
| 19°30′ пн. ш. 24°0′ сх. д. / 19.500° пн. ш. 24.000° сх. д. | Становить кордон між Чадом та Суданом  | |
| 15°42′ пн. ш. 24°0′ сх. д. / 15.700° пн. ш. 24.000° сх. д. | Судан                                  | |
| 8°42′ пн. ш. 24°0′ сх. д. / 8.700° пн. ш. 24.000° сх. д.   | Центральноафриканська Республіка       | |
| 5°52′ пн. ш. 24°0′ сх. д. / 5.867° пн. ш. 24.000° сх. д.   | ДР Конго                               | |
| 10°53′ пд. ш. 24°0′ сх. д. / 10.883° пд. ш. 24.000° сх. д. | Замбія                                 | Приблизно на 5 км |
| 10°55′ пд. ш. 24°0′ сх. д. / 10.917° пд. ш. 24.000° сх. д. | Ангола                                 | |
| 11°36′ пд. ш. 24°0′ сх. д. / 11.600° пд. ш. 24.000° сх. д. | Замбія                                 | Приблизно на 16 км |
| 11°45′ пд. ш. 24°0′ сх. д. / 11.750° пд. ш. 24.000° сх. д. | Ангола                                 | Приблизно на 11 км |
| 11°51′ пд. ш. 24°0′ сх. д. / 11.850° пд. ш. 24.000° сх. д. | Замбія                                 | |
| 12°10′ пд. ш. 24°0′ сх. д. / 12.167° пд. ш. 24.000° сх. д. | Ангола                                 | |
| 12°29′ пд. ш. 24°0′ сх. д. / 12.483° пд. ш. 24.000° сх. д. | Замбія                                 | |
| 12°55′ пд. ш. 24°0′ сх. д. / 12.917° пд. ш. 24.000° сх. д. | Ангола                                 | |
| 12°59′ пд. ш. 24°0′ сх. д. / 12.983° пд. ш. 24.000° сх. д. | Замбія                                 | |
| 17°31′ пд. ш. 24°0′ сх. д. / 17.517° пд. ш. 24.000° сх. д. | Намібія                                | Смуга Капріві |
| 18°10′ пд. ш. 24°0′ сх. д. / 18.167° пд. ш. 24.000° сх. д. | Ботсвана                               | |
| 25°37′ пд. ш. 24°0′ сх. д. / 25.617° пд. ш. 24.000° сх. д. | ПАР                                    | Північно-Західна провінція Північнокапська провінція Західнокапська провінція Східнокапська провінція                                              |
| 34°2′ пд. ш. 24°0′ сх. д. / 34.033° пд. ш. 24.000° сх. д.  | Індійський океан                       | |
| 60°0′ пд. ш. 24°0′ сх. д. / 60.000° пд. ш. 24.000° сх. д.  | Південний океан                        | |
| 70°17′ пд. ш. 24°0′ сх. д. / 70.283° пд. ш. 24.000° сх. д. | Антарктида                             | Проходить через Землю Королеви Мод (претендує Норвегія)                                                                                            |